# Пласковське
Пла́сковське (рос. Пласковское) — село у складі Гайського міського округу Оренбурзької області, Росія.
Стара назва — Пласковський.

## Населення
Населення — 165 осіб (2010; 189 у 2002).
Національний склад (станом на 2002 рік):
- росіяни — 66 %